# Mzamza
Les Mzamza (en arabe: مزمزة) constituent une tribu marocaine arabophone, faisant traditionnellement partie de la confédération tribale des Chaouia. Principalement d'origine berbère masmoudienne, elle comprend une composante d'origine arabe jochem.

## Origines
Dans le passé, des berbères d'Amizmiz se seraient rendus dans la région de la Chaouia pour y établir une tribu, fondant ainsi la tribu des Mzamza ce qui expliquerait le nom de la tribu. On trouve également chez les Mzamza quelques familles Jochem, des Banu Jabir, venus isolément du Tadla et qui se seraient fondus dans la masse. Ainsi que des arabes de Zoghba des Banu Hilal, qui seraient venus avec un certain Hassan Ould Abu Saïd al-Subayhi.

## Histoire
En septembre 1903, profitant de l'état d'anarchie causé par la guerre de la Chaouia, les Mzamza attaquent et pillent Settat.
Ils réitèrent en novembre 1907. Durant ces événements le mellah de Settat fut brulé et détruit. Une quarantaine de juifs seraient décédés.

## Composition tribal
La tribu des Mzamza est constituée de plusieurs fractions : 
- Ouled Ghanam
- Djeddour

## Personnalités
- Caid Behloul al-Mzamzaoui : Caïd de l'alliance Ouled Bou Rezq de la Chaouïa.